# Ларссон, Стиг
Стиг Ла́рссон (швед. Karl Stig-Erland Larsson; 15 августа 1954 — 9 ноября 2004) — шведский левый общественный деятель, писатель и журналист, автор трилогии «Миллениум» о детективе-журналисте Микаэле Блумквисте и девушке-хакере Лисбет Саландер. Также известен своими исследованиями правого экстремизма и расизма.

## Биография
Отец Стига Ларссона был художником «Вэстерботтенс-Курирен» — местной ежедневной газеты. Когда родился Стиг, его родителям было по 19 лет. Первые девять лет своей жизни мальчик прожил с бабушкой, матерью отца. Затем он переехал к родителям, у которых к тому времени родился ещё один сын. Дедушка Стига Ларссона по материнской линии был антифашистом. В 1940 году он был отправлен в лагерь для интернированных «Сторсиен», расположенный на севере Швеции (лен Норрботтен). После войны этот лагерь был переименован в «рабочий лагерь».
В 16 лет Стиг Ларссон ушёл из дома. В 18 лет на встрече, проводившейся шведской организацией, созданной в поддержку Национального фронта освобождения Южного Вьетнама, он познакомился с архитектором Эвой Габриэльссон, ставшей затем его спутницей и товарищем.
Стиг Ларссон был политическим активистом Социалистической партии Швеции (до 1982 года носившей название Коммунистическая рабочая лига), редактировал шведский журнал «Четвёртый интернационал» (швед. Fjärde internationalen), представлявший секцию Четвёртого интернационала в Швеции. Также он регулярно писал для ежедневной газеты «Интернационал» (швед. Internationalen). Вышел из партии в 1987 году, когда не захотел защищать социалистические режимы сомнительного демократического содержания.
Был председателем шведского клуба любителей научной фантастики (швед. Skandinavisk Förening för Science Fiction).
В 1977 году он участвовал в подготовке женских партизанских отрядов Народного фронта освобождения Эритреи — учил, как обращаться с гранатомётом. Но был вынужден оставить эту деятельность из-за болезни почек. После возвращения в Швецию работал графическим дизайнером в крупнейшем шведском новостном агентстве Tidningarnas Telegrambyrå (с 1977 по 1999).
В 1981 году вместе с Эвой Габриэльссон прибыл на освободившуюся Гренаду, где они изучали развитие революции, опыт сельскохозяйственных кооперативов, женских организаций и встречались с различными деятелями революционного правительства, в том числе Морисом Бишопом. А по возвращении на родину участвовали в создании организации шведско-гренадской солидарности.
С 1982 года Стиг Ларссон работал скандинавским представителем британской антифашистской газеты Searchlight, основал шведскую организацию «Экспо» (Expo), созданную для противодействия распространению крайне правых, расистских и нацистских взглядов среди молодёжи, и издателем одноимённого журнала.
Он написал книгу «Правый экстремизм», а также читал лекции и участвовал в публичных дебатах о правоэкстремистских организациях в Швеции. В соавторстве с Микаэлем Экманом написал исследования «Шведские демократы: национальное движение» (Sverigedemokraterna: den nationella rörelsen) и «Шведские демократы: взгляд изнутри» (Sverigedemokraterna från insidan).
Стиг Ларссон заключил договор на издание трёх романов о Микаэле Блумквисте, но не успел увидеть их в печати. 9 ноября 2004 года 50-летний Ларссон умер от обширного инфаркта, поднявшись на 7 этаж в свой офис пешком из-за неработающего лифта. После его смерти в прессе муссировались слухи о том, что смерть писателя могла быть не случайной, а при жизни он получал множество угроз от неонацистов. Его издатель Эва Гедин отрицает это. Издатели и друзья признаются, что Ларссон был трудоголиком и заядлым курильщиком (выкуривал более 60 сигарет в день).
В настоящее время его романы, пользующиеся исключительной популярностью, переведены на десятки языков мира и изданы общим тиражом более 65 млн экземпляров.
В мае 2008 года было обнародовано содержание завещания Ларссона 1977 года, в котором он завещал свои сбережения отделению Коммунистической рабочей лиги (нынешней Социалистической партии Швеции). Однако, так как завещание не было заверено свидетелями, по шведским законам оно является недействительным, и всё имущество Ларссона, включая посмертные роялти с продажи его книг, перешло к его отцу и брату.
16 января 2011 года фактическая жена писателя, Эва Габриэльсон заявила, что готова закончить последний, недописанный роман мужа, однако в марте 2015 года было объявлено, что Давид Лагеркранц закончил продолжение популярной трилогии под названием «Девушка, которая застряла в паутине», которое вышло 27 августа в мире и 1 сентября 2015 года в США. В России роман также вышел в сентябре 2015 года.

## Личная жизнь
С 1974 года до своей смерти Ларссон жил с Эвой Габриэльссон (швед. Eva Katarina Gabrielsson, род. 17 ноября 1953), писательницей и общественной активисткой. По её словам, их брак никогда не был официально зарегистрирован, так как Ларссон опасался, что его деятельность может подвергнуть её опасности, если их будут связывать законные отношения и общая собственность.

### Исследования
- Стиг Ларссон, Анна-Лена Лодениус. «Крайне правые». — Стокгольм, 1991. — 343 с.
- Стиг Ларссон, Микаэль Экман. «Шведские демократы: национальное движение». — Стокгольм, 2001. — 364 с.
- Идрис Ахмеди, Стиг Ларссон, Сесилия Энглунд. «Спор о чести: феминизм или расизм». — Стокгольм, 2004. — 136 с.
- Рихард Слатт, Мария Блумквист, Стиг Ларссон, Дэвид Лагерлёф. «Шведские демократы: взгляд изнутри». — Стокгольм, 2004. — 144 с.

### Художественные книги
- 2005 — «Män som hatar kvinnor» (рус. «Мужчины, которые ненавидят женщин»),

англ. пер. Рега Киланда (2008): «The Girl with the Dragon Tattoo» (с англ. — «Девушка с татуировкой дракона»),
русск. пер. со швед. А. В. Савицкой: «Девушка с татуировкой дракона» (М.: Эксмо; СПб.: Домино, 2009. — 624 с. — ISBN 978-5-699-38371-9).
- 2006 — «Flickan som lekte med elden» (рус. «Девушка, которая играла с огнём»),

англ. пер. Рега Киланда (2009): «The Girl Who Played with Fire» (с англ. — «Девушка, которая играла с огнём»),
русск. пер. со швед. И. П. Стребловой: «Девушка, которая играла с огнём» (М.: Эксмо; СПб.: Домино, 2010. — 720 с. — ISBN 978-5-699-38923-0).
- 2007 — «Luftslottet som sprängdes» (рус. «Воздушный за́мок, что был взорван»),

англ. пер. Рега Киланда (2009): «The Girl Who Kicked the Hornets' Nest» (с англ. — «Девушка, разворошившая осиное гнездо»),
русск. пер. со швед. А. В. Савицкой: «Девушка, которая взрывала воздушные замки» (М.: Эксмо; СПб.: Домино, 2010. — 784 с. — ISBN 978-5-699-41303-4).
- «Det som inte dödar oss» (рус. «Девушка, которая застряла в паутине») — рукопись Ларссона завершена Давидом Лагеркранцем

русск. пер. со швед. А. В. Савицкой (М.: Эксмо; 2015)

### Экранизации
- 2009 — «Девушка с татуировкой дракона» / Män som hatar kvinnor — шведская экранизация[6]
- 2009 — «Девушка, которая играла с огнём» / Flickan som lekte med elden — шведская экранизация[7]
- 2009 — «Девушка, которая взрывала воздушные замки» / Luftslottet som sprängdes — шведская экранизация[8]
- 2010 — «Миллениум» / Millenium — шведская экранизация[9]
- 2011 — «Девушка с татуировкой дракона» / The Girl with the Dragon Tattoo — голливудская экранизация[10]
- 2018 — «Девушка, которая застряла в паутине» / The Girl in the Spider’s Web — голливудская экранизация[11]

### Биографии
- Петтерссон Ян-Эрик. Стиг Ларссон. Человек, который ушёл слишком рано. М.: Эксмо, Домино, 2011
- Ева Габриэльссон, Мари Франсуаза Коломбани. Миллениум, Стиг и я. М.: Эксмо, Домино, 2011

## Награды
- Роман «Девушка с татуировкой дракона» — Platinum Bestseller Nielsen Bestseller Awards[12].